# Quino Colom
Joaquim "Quino" Colom Barrufet (Andorra la Vella, 1 de novembre de 1988) és un exjugador de bàsquet andorrà. Va ser internacional amb la selecció espayola. El seu germà Guillem també és jugador de bàsquet.

## Biografia
Es va formar en les categories inferiors del River Andorra i del Plus Pujol Lleida. La temporada 2006-07 fitxa pel CAI Saragossa. Després d'un any en el club aragonés, fou cedit al CB L'Hospitalet en la temporada 2007-08, i un any més tard al Plus Pujol Lleida de la lliga LEB Or. Només va jugar la meitat de la temporada amb el Plus Pujol Lleida, ja que la seua gran primera volta feu que Alberto Angulo, recentment nomenat entrenador del CAI Saragossa, el reclamara per a jugar la resta de la temporada a la lliga ACB a les seues ordres.
L'estiu del 2009 s'incorpora a les files del Baloncesto Fuenlabrada després de signar un contracte per tres temporades. Al febrer de 2012, després d'afermar-se com un jugador important en el Baloncesto Fuenlabrada, renovà per dues temporades amb l'equip madrileny. Després de quatre temporades en el Fuenlabrada, fitxa pel Club Baloncesto Estudiantes en la temporada 2013-14. L'agost de 2014 signa amb el Bilbao Basket de la Lliga ACB.
L'estiu de 2015 fitxà pel UNICS Kazan de Rússia. El 18 de maig de 2016 fou elegit millor sisé home de la VTB United League en la temporada 2015-16.
Després de tres temporades amb l'equip rus, el 14 de juliol de 2019 signà un contracte de dues temporades amb el València Basket.

## Trajectòria esportiva
- River Andorra (pedrera)
- Plus Pujol Lleida (pedrera)
- CAI Zaragoza (2006-2007)
- CB L'Hospitalet (2007-2008)
- Plus Pujol Lleida (2008-2009)
- CAI Zaragoza (2008-2009)
- Baloncesto Fuenlabrada (2009-2013)
- Estudiantes (2013-2014)
- Bilbao Basket (2014-2015)
- UNICS Kazan (2015-2018)
- Bahçeşehir Koleji S.K. (2018- 2019)
- València Basket (2019-2020)
- KK Estrella Roja de Belgrad (2020-)